# Naturalism and the Human Spirit
Naturalism and the Human Spirit è una raccolta americana di saggi sul naturalismo come temperie culturale e sulla sua relazione con le humanities, scritti da alcuni dei maggiori esponenti della corrente statunitense, tra cui John Dewey, Sterling P. Lamprecht, Sidney Hook, Abraham Edel, Eliseo Vivas, Herbert W. Schneider, George Boas, Edward W. Strong, Thelma Z. Lavine, Ernest Nagel, William R. Dennes, Harri Todd Costello, Harold A. Larrabee, John Herman Randall.

## Contenuto

### Le origini del naturalismo
Il saggio di John Herman Randall Jr, epilogo del volume, si apre con un'analisi storica dell'idea di natura. Incarnata nel concetto greco di φύσις, Natura è la più antica idea del pensiero occidentale, il punto d'origine stesso della riflessione filosofica. In principio la concezione greca prevede una sorta di integrazione tra uomo e natura: esiste in questa un logos, ovvero un sistema logico e teleologico immanente di idee, forme, ideali e fini. Natura e uomo formano una «joint co-operation of powers, the power of man to know and choose, and the power of the world to be known and chosen» . Il mondo viene quindi concepito come un intero che assomma tutti i processi naturali, inclusi quelli volitivi e conoscitivi dell'uomo. Integrazione, tuttavia, da leggersi comunque alla luce di una distinzione intellettuale tra soggetti differenti: per Aristotele tra natura ed arte, per la sofistica tra natura e convenzione, per Platone tra diversi regni dell'essere, il materiale e l'ideale. È in epoca ellenistica che la distinzione incomincia a diventare opposizione e denaturalizzazione dell'uomo, fino a raggiungere le forme antropocentriche proprie del pensiero medioevale.

### La questione affrontata
La scienza moderna, specialmente la fisica newtoniana, secondo Randall ha notevolmente acuito i termini dell'opposizione: come poteva essere possibile ridurre l'uomo e le sue più proprie manifestazioni – arte, religione, pensiero, … – alle troppo strette categorie delle leggi della dinamica? Non poter spiegare tale spettro di fenomeni con la scienza della natura, ha portato ad escluderli dalla stessa, ritenendoli soprannaturali. Si configurano così i due lati del golfo che il naturalismo americano sostiene di portare finalmente a chiusura: da un lato una scienza arida, troppo semplice per descrivere la complessità dell'umano. Dall'altro, il desiderio di mantenere uno status speciale, non riducibile, per le manifestazioni dello spirito.

### Gli strumenti
Il ponte concettuale, o meglio, i suoi presupposti, saranno gettati dall'idealismo tedesco da un lato, e dall'ampliamento di campo delle scienze naturali dall'altro. Mentre l'idealismo concepiva lo spirito umano come culmine del mondo reale (inteso come razionale), le scienze biologiche trovavano incredibile impulso nella teoria dell'evoluzione, che stavano prepotentemente riportando la mente umana nella natura e fornendo argomenti per affermare la scientificità di discipline come la psicologia sperimentale e l'antropologia. Soprattutto, l'evoluzionismo di Darwin suggeriva la possibilità teorica di mantenere continuità di metodo tra le scienze naturali “tradizionali” e le nuove scienze umane naturalizzate. Secondo Randall, proprio grazie alla maturazione dell'impresa scientifica è possibile costruire una filosofia naturalista, che comprenda con il medesimo approccio uomo e natura, in virtù del ritorno pienamente legittimo del primo nella seconda:
Today we are at last in possession of a science that insists on the importance and reality of all man's experience and enterprises, and has developed concept that promise to render them intelligible. […] We are now able to erect for ourselves philosophies that can find a natural and intelligible place for all human interests and aims, and can embrace in one natural world, amenable to a single intellectual method, to which human experience points:symphonies as well as atoms […]. These contemporary and “post modern” naturalistic philosophies are thus a direct function of the present maturing of the scientific enterprises.

### La definizione
Tracciato questo percorso “filogenetico” del naturalismo americano, Randall propone anche una serie di definizioni analitiche di cosa esso sia o non sia, e di quale sia l'idea di natura a cui si appoggia. Se “natura” è una «all inclusive category, corresponding to the role played by “Being” in Greek thought, or by “Reality” for idealists», allora il naturalismo è «il rifiuto di considerare “natura” o “il naturale” come parte di una distinzione», e di ammettere l'esistenza di dualismi, ontologici o metodologici. Positivamente, è possibile definirlo come continuità di analisi, o meglio, come applicazione del medesimo metodo – il metodo scientifico – ad ogni campo e ad ogni attività epistemica. Allo stesso tempo, il naturalismo della Columbia è anche rifiuto dell'approccio riduzionista. Secondo Randall, la ricchezza e la varietà dei fenomeni naturali e dell'esperienza dell'uomo non sono spiegabili con la mera riduzione fisicalista:
«intellectual analysis may discriminate hitherto unknown factors and structures in a subject-matter, but it can never validly take away from or destroy the subject matter it sets out to explore».
In metafora, Randall riconosce l'opportunità di osservare un orologio, ma ritiene che smontandolo, riducendolo alle sue componenti elementari, si perda inevitabilmente il funzionamento dell'insieme.

### L'agenda naturalista
Dopo una rassegna sulle correnti interne al naturalismo, esistenti proprio in virtù del suo essere “temper”, atteggiamento culturale, e non dogma, Randall conclude la sua analisi auspicando per il futuro un'espansione del naturalismo, o meglio, una trattazione con ottica naturalistica – pragmatismo, funzionalismo, metodo scientifico e quant'altro – di tematiche tradizionalmente proprie di altre filosofie. Se il naturalismo è lo «starting point of a genuine philosophizing», dovrà filosofare genuinamente sulla saggezza e sull'intuito che nel passato hanno portato alla costruzione di sistemi etici, estetici, morali e religiosi. Del resto, ammettendo quella che Woodbridge chiama teleologia naturale, la natura dei naturalisti include concetti valoriali come “vero” e “bene”. «Vero è il discernimento dell'aspetto sistematico e strutturale della natura, [...] bene è il sistema degli aspetti valoriali della natura, organizzati in un complesso armonioso.» Sono concetti che funzionano come trascendenti, “funzionalmente assoluti”, nel guidare l'uomo in direzione di una buona vita. È a questo punto che si svela in tutta la sua forza il monismo naturalista: la natura è una, ed uno è il metodo per comprenderla. Tutto quello che gli è esterno, è irrazionale e quindi da espungere. Il naturalismo «è un credo per cui vale la pena combattere», e richiede agli uomini di «avere fede (fede – non comprensione) nei principi ultimi della verificazione scientifica» e nell'intelligenza umana. Una fede che da sola, secondo Randall, promette la salvezza.

### Problematiche irrisolte
Il naturalismo della Columbia adotta un approccio marcatamente pragmatista. Il “se una cosa funziona in un determinato contesto e per un determinato fine” sembra essere assunto come il solo criterio naturalmente sensato per decidere su qualcosa. Di conseguenza, appare necessario pensare un fine nelle cose; un fine loro proprio in quanto meccanismi (alla Schneider, autore di un saggio dedicato alla definizione di "naturale" ed "innaturale") oppure un fine convenzionalmente stabilito – guarda caso in ottica pragmatista – alla Nagel (il cui contributo riflette sulla possibilità di una logica non fondata sull'ontologia).
Randall e Schneider convergono nel concepire una sorta di struttura unitaria e coerente nella natura e nella scienza – sia questa un set normativo, un'epistemologia oppure una ontologia – Nagel si scosta notevolmente, pensando ad una realtà molteplice sulla quale si possono costruire molteplici discorsi sensati.
Restano aperti alcuni interrogativi che interessano in senso trasversale il naturalismo come sistematizzato da Krikorian e dal suo gruppo di autori. Innanzi tutto, vista la centralità concettuale di “natura” e la relativa ampiezza di significato, appare presuntuoso e parziale darne una descrizione da una prospettiva spiccatamente antropocentrica. Secondariamente, visto il chiaro disimpegno ontologico, su cosa poggia il modello di sensatezza proposto? Infine: che tipo di ontologia si nasconde sotto alla negazione della stessa?
Probabilmente l'impegno antisupernaturalista, nell'evitare il confronto con questi temi, porta il naturalismo dei quindici ad essere soggetto alle stesse critiche che Santayana avanzava a Dewey, lasciandolo “half-hearted and short-winded”.